# Micruroides euryxanthus
Micruroides euryxanthus là một loài rắn trong họ Rắn hổ. Loài này được Kennicott mô tả khoa học đầu tiên năm 1860.